# Liste des abbés de Sainte-Foy de Conques
Cette liste des abbés de Sainte-Foy de Conques est déduite des Études historiques sur le Rouergue du baron de Gaujal, de l'introduction au cartulaire de l'abbaye de Conques par Gustave Desjardins, du livre de Jean-Claude Fau, Rouergue roman, et des recherches de Frédéric de Gournay. Les sources primaires sont les chartes du cartulaire, et aussi la liste d'abbés improprement appelée « Chronique B de Conques », éditée par Sébastien Fray et Katrinette Bodarwé sous le nom de Nomina abbatum.

## Liste des abbés

### Abbé du VIIIesiècle
- Dadon, Dado ou Datus, formé sur une abréviation de Deo datus qui signifie en latin « donné à Dieu »[6]. Fondateur légendaire de l'abbaye. Entre 725 et 732, des chrétiens fuyant les invasions arabes trouvent refuge dans la vallée pour y bâtir le premier sanctuaire. Les envahisseurs les suivront, pillant la vallée et laissant un pays désert. Le poème d'Ermold le Noir présente Dadon comme un défenseur de son pays envahi par les Maures. Ceux-ci ayant fait prisonnière sa mère et l'ayant sacrifiée sous ses yeux, Dadon décide de se retirer du monde et de se faire ermite dans un site en forme de coquille (concha en latin) dans un lieu formant un méplat. La date de cette installation n'est pas connue, probablement vers 790. On sait que les Sarrasins ont franchi les Pyrénées une dernière fois en 793. Dans un poème latin écrit par Ermold le Noir et dédié à l'empereur Louis le Pieux le site est décrit :

« Autrefois asile des bêtes fauves

et des oiseaux mélodieux, ce lieu

était resté inconnu de l'homme

que rebutait son aspect sauvage ».

La réputation de l'ermite vient aux oreilles de Louis le Pieux qui lui propose, en l'an 800, de fonder le monastère de Conques. Une charte datée du 8 avril 819 et signée par Louis le Pieux fait le récit en partie légendaire de cette installation de Dadon sur le site. Il est rejoint par Medraldus, puis par d'autres. Ils élèvent sur le lieu une église dédiée au Saint-Sauveur. Le monastère respecte la règle de saint Benoît. L'église placée sous le vocable du Saint-Sauveur est citée en 819. Dadon se retire avant 801 à Grand-Vabre.

### Abbés duIXesiècle
- Medrald ou Madrald, vivait au temps de Louis le Pieux. Il est mentionné en 819 comme l'abbé de Saint-Sauveur de Conques.

En 817, dans un état des charges des monastères de l'empire carolingien (Notitia de servitio monasteriorum), Conques est désigné comme n’ayant ni impôt ni service militaire, mais seulement des prières.
L'abbaye reçoit à plusieurs reprises la visite de Louis le Pieux, qui la place sous sa protection. Il la dote en 819 d'une dizaine d'églises.
- Argofred
- Anastase, abbé en 823
- Hélias ou Élie, auquel Pépin, roi d’Aquitaine, donna Figeac qui fut appelée la Nouvelle Conques. Le 23 octobre 838, le roi d'Aquitaine Pépin Ier favorise la fondation d'un second monastère pour recevoir une partie des moines de Conques à Figeac. Il promulgue un diplôme indiquant que les deux abbayes, de Conques et de la « Nouvelle Conques » installée dans la fertile vallée du Célé, devaient rester autonomes, mais sous la direction d'un abbé commun.
- Bégon Ier, dont l’abbatiat commença du temps de Charles le Chauve (il est attesté dans une charte de 852). Les incursions des Vikings se poursuivent, avec, en 862, le siège de Toulouse, puis de nouveau en 864 en Aquitaine. Le 14 janvier 866, un moine originaire de Conques, Aronside, amène à l'abbaye les reliques de sainte Foy qui se trouvaient dans une église des faubourgs d'Agen. La date de 866 est une interpolation tenant compte des incursions des Normands. D’autres historiens donnent une date peu avant 883 qui correspond au changement de vocable de l’abbaye qui prend alors le nom de Sainte-Foy. Il semble que ce rapt de reliques soit la conséquence de l'échec du vol de reliques de saint Vincent à Valence (Espagne) en 855 par un moine de Conques, Audaldus[8]. De plus les incursions Normandes pouvaient justifier de mettre à l'abri des reliques.
- Blandinus, mentionné en 855.
- Gibert, mentionné en 883. Les reliques de sainte Foy étaient déjà transférées à Conques.
- Frotier ou Frotaire, qui était abbé en 888, du temps du roi Eudes.

### Abbés duXesiècle
- Raoul, abbé cité entre 903 et 930. En 923, Bernard, premier vicomte de Carlat, lui fait don d'une villa située à Arpajon-sur-Cère.
- Jean, abbé du temps du roi Raoul, en 933 et 935.
- Étienne Ier, abbé avant de devenir évêque de Clermont entre 942 et 984. Il fait reconstruire l'abbatiale qui est décrite dans le Livre des Miracles de sainte Foy rédigé par Bernard d'Angers. Elle possède une nef centrale avec des bas-côtés et trois absides, celle de droite est dédiée à saint Pierre, celle de gauche à la Vierge Marie et la principale au Saint-Sauveur. L'église s'ouvre à l'ouest par un clocher-porche avec une chapelle haute probablement placée sous le vocable de saint Michel. La nef est charpentée.
- Bégon II, abbé avant de devenir évêque de Clermont entre 984 et 1010/1014.
- Hugues. Le testament de Raymond Ier, comte de Rouergue et marquis de Gothie, montre que les abbayes de Conques et de Figeac vivaient en bonne intelligence à cette époque. Un acte de donation d'une église à l’abbaye de Figeac en 972 montre que l'abbaye a un abbé particulier, Castlo.
- Arlald, abbé à partir de 990. Le miracle de Guibert l'Illuminé, avant l'an 1000, donne une grande ampleur au pèlerinage à Conques. Le Livre des miracles de sainte Foy est rédigé par Bernard d'Angers qui dédie son livre à Fulbert, évêque de Chartres de 1006 à 1028.

### Abbés duXIesiècle
- Girbert, abbé de 996 à 1004 environ.
- Airadus ou Airad, abbé aux alentours de 1013.
- Adalgerius ou Adalguier, doyen puis abbé aux environs de 1020, informateur de Bernard d'Angers.
- Lautard, abbé vers 1025-1030.
- Odolric, abbé de 1031 à 1065. Il fait commencer la construction de l’abbatiale actuelle pour pouvoir accueillir les pèlerins. Une bulle accordée à l'abbaye par le pape Alexandre II citant la cérémonie et les prélats y participant a permis de fixer la date de consécration d'un autel entre 1042 et 1051[9]. À la mort d'Odolric, l'extrémité orientale de l'abbatiale est terminée. On peut remarquer la similitude du plan de l'église avec la basilique Saint-Sernin de Toulouse et de Saint-Jacques-de-Compostelle. Odolric demande l'appui du bras séculier contre l'abbaye de Figeac. À sa demande, Bégon de Calmont réunit de force Figeac à Conques. Pour se libérer de Conques, les moines de Figeac vont se mettre sous la protection de l'abbaye de Cluny en profitant du fait que le père de Bégon de Calmont, Hugues, était devenu moine à Cluny.
- Étienne II. Il est abbé de 1065 à 1087. Il fait continuer les travaux de l’abbatiale. En 1074, Bégon de Calmont, pour se conformer au désir de son père, transporte ses droits sur l'abbaye de Figeac sur l'abbaye de Cluny. En 1076, Étienne II, présent à Rome pour juger Henri IV, empereur du Saint-Empire, en appelle au pape Grégoire VII. Dans une bulle datée de 1084, Grégoire VII déclare que l'abbaye de Figeac doit se soumettre à Conques. Il décide que le successeur d'Étienne, abbé de Conques, ou d'Airald, abbé de Figeac, deviendra l’abbé des deux abbayes. Mais à la mort d'Étienne, les moines de Conques refusent.
- Bégon III, fils de Bernard de Mouret, abbé de 1087 à 1108. Il continue les travaux dans l'abbatiale, et entreprend la reconstruction des bâtiments monastiques et du cloître.

Bégon III, fils de Bernard de Mouret, abbé de 1087 à 1108. Il continue les travaux dans l'abbatiale, et entreprend la reconstruction des bâtiments monastiques et du cloître. Il fait monter l'étage des tribunes dans l'église. C'est lui qui reçoit la charte de donation d'Hildegarde de Büren qui aboutira à la création de l'église Ste-Foy à Sélestat, en Alsace.
L'abbaye a atteint son apogée. Elle possède des prieurés au Piémont, en Alsace, en Angleterre, en Catalogne et en Navarre, où le culte de sainte Foy – santa Fe en espagnol – s'est développé. Une chapelle de la cathédrale de Saint-Jacques de Compostelle est dédicacée sainte Foy.
En 1095, au concile de Clermont, le différend entre les abbayes de Conques et Figeac est jugé. Le pape Urbain II décide, à la lecture de la bulle de Grégoire VII, de déposer l’abbé de Conques et de mettre à sa place l’abbé de Figeac. La discorde entre les deux abbayes est alors à son comble.
En 1097, le concile de Nîmes prononce la séparation des deux abbayes et confirme l'appartenance de Figeac à l'ordre clunisien.

### Abbés du XIIesiècle
- Boniface, abbé de 1108 à 1125. Il fait réaliser le couvrement de l'église ainsi que la façade occidentale. Fin de la construction de l’abbatiale vers 1120. Il est probable que c'est entre la fin de l'abbatiat de Bégon III et celui de Boniface qu'a été réalisé le tympan du Jugement dernier.
- Gaucelin, abbé en 1145.
- Odon ou Eudes, vivant en 1154.
- Hugues Ier, vivant en 1165.
- Isarn, abbé en 1167 et 1173.
- Olric, vivant en 1175.
- Guilhem Ier, en 1179 et 1183.
- Bernard, en 1189.
- Guiraud, abbé en 1190.
- Sicard, abbé en 1195 et 1196.
- Pons, abbé en 1199.

### Abbés du XIIIesiècle
- Berard, au début du siècle.
- W., mentionné en 1218.
- Vezian, en 1235.
- Guilhem II, vivant en 1242 et 1244.
- Umbert, à qui le pape Innocent IV accorda, en 1245, l’usage de la mitre et de l’anneau épiscopal.
- Hugues II de Panat, abbé en 1250. Il se démit en 1265.
- Raimond du Four, vivant en 1268 et 1308. Il signe une charte datée de 1288-1289 confirmant, par exemple, l'octroi de privilèges aux syndics de la communauté d’habitants.

### Abbés duXIVesiècle
- Hugues III de Milhat, abbé en 1311 et 1316.
- Pierre de Ulmo
- Guilhem III de Cardaillac, abbé en 1323. Il est nommé abbé de Saint-Victor de Marseille le 4 septembre 1324[10]
- Bertrand, abbé de Saint-Gilles. Il est nommé abbé de Conques le 2 avril 1324. En 1341, Conques compte environ 3 000 habitants. C’est la grande peste de 1348 et la guerre de Cent Ans qui va porter un rude coup au pèlerinage et à la prospérité de l’abbaye.
- Hugues IV vivant en 1356.
- Bertrand II de la Barrière, abbé en 1364. En 1366, il réunit un chapitre général dans le réfectoire à cause d’un incendie qui a détruit le reste du monastère.
- Raimond II de Reilhac, nommé en 1374.
- Raimond III de la Salle, nommé en 1390 par Pierre de Thury, évêque de Maillezais, cardinal de Sainte-Suzanne, délégué à cet effet par le pape Clément VII parce que l’abbaye était immédiatement soumise au Saint-Siège. Le 24 octobre 1396, il conféra le baptême, dans l’église des Cordeliers de Rodez, à Jean d’Armagnac, fils aîné du comte Bernard, puis connétable, et de Bonne de Berry. Il vivait encore en 1424. Charles VII autorise la tenue de foires annuelles et d’un marché hebdomadaire permettant le développement de la ville.

### Abbés du XVesiècle
- Raimond IV de Romiguière
- Forton Mancip de Flars
- Étienne III de Barton (ou Barthon). Entre 1460 et 1490, réalisation de la coupole de la croisée du transept pour remplacer celle qui s'était effondrée à une date inconnue. La sacristie, située au fond du croisillon sud, est réalisée au XVe siècle.
- Louis de Comborn, abbé commendataire. Vivant en 1474. Son frère, Jacques de Comborn, était évêque de Clermont.
- Louis II de Crevant, vivant en 1482, il devient abbé de la Trinité de Vendôme en 1487, se démet de Sainte-Foye en 1493.

### Abbés du XVIesiècle
- Louis III de Marcenac
- Antoine de Rousselet, abbé en 1513. Il se démit avant sa mort. En 1514, l'évêque de Rodez, François d'Estaing, venu faire respecter la règle de saint Benoît par les moines, est molesté par ceux-ci.
- Georges d'Armagnac, il était en même temps abbé de Saint-Ambroise de Bourges. Il a été évêque de Rodez en 1529 et cardinal en 1544. En 1537, pendant qu’il était abbé, le roi François Ier obtient du pape Paul III le droit de nommer l’abbé et le droit de régale pendant la vacance du siège. Le pape Paul III affranchit les moines de Conques de la règle bénédictine qu'ils observaient depuis Medrald. Sécularisée, la communauté devient un chapitre de chanoines. L'église abbatiale devient une collégiale.
- Claude de Rousselet, abbé en 1544 et 1545.
- Alexandre de Carretto, abbé en 1566 et 1571. Il était en même temps abbé de Bonnecombe. En 1568, les protestants pillent l’abbatiale. Une charte du roi de France Charles IX indique : « Il fut faict grand pillage, brullerie et saccagement tant de ladite église Sainte-Foy au dit Conques, que des édifices et maisons d'icelle ». L'abbatiale aurait échappé de peu à l'effondrement provoqué par le feu contre les colonnes de la nef. Les toitures auraient été incendiées, les tours de la façade et celle de la croisée du transept sont rasées. Après 1572, les chanoines restaurent l'église. Ils ajoutent un deuxième étage et réalisent la flèche actuelle de la tour située à la croisée du transept.
- Jean Mignot

### Abbés du XVIIesiècle
- Louis IV de Crussol. Il était le fils d’Emmanuel, duc d’Uzès, et de Claude d’Ebrard de Saint-Sulpice. Abbé de Conques et de Figeac en 1654. Il quitta l’habit ecclésiastique pour épouser en 1654 Charlotte de Vernon, veuve de François Fumée, seigneur des Roches-Saint-Quentin, tué devant  Saint-Omer en 1638. Elle était la mère du suivant. Il est mort le 8 octobre 1674, à 64 ans[11].
- Jean-Armand Fumée des Roches, mort le 30 janvier 1712.

### Abbés du XVIIIesiècle
- Charles de Véry de Renouard, abbé nommé le 26 mars 1712.
- Paul de Durfort-Deyme, nommé en 1734. Mort en 1754.
- François-René d’Adhémar de Panat, nommé en 1754. Ancien aumônier des princesses Henriette et Adélaïde de France, filles de Louis XV. Il était encore abbé en 1790, il se retire à Rodez.

### Prieurs du XXesiècle
- Jean-Régis Harmel, nommé en 1992.

### Prieurs du XXIesiècle
- Cyrille Deverre, nommé en 2007.